# Fòrum Nacional d'Alsàcia-Lorena

Bandera d'Alsàcia-Lorena, reivindicada pel NFEL

Fòrum Nacional d'Alsàcia-Lorena (alemany National Forum Elsass-Lothringen, NFEL) és un partit polític nacionalista alsacià fundat el 1994 per Karl Goscheschek. En el seu programa exigeix el restabliment de la sobirania nacional de l'antic reichland d'Alsàcia-Lorena del 1918, convocar un referèndum a la resta de la Lorena per si vol unir-se a Alsàcia, formar una Confederació Renana dins l'Europa dels pobles, anul·lar el deute al Tercer Món, concessió de dret d'asil intereuropeu, finançament de l'educació bilingüe, creació d'un campus universitari trilingüe a la Universitat d'Estrasburg i una cadena de televisió local en alemany. A nivell local, també han reclamat om la de rebatejar a Estrasburg la Plaça Kleber (un criminal de guerra, segons ells) per Plaça Karl Roos (un màrtir), reformar el govern local estrasburguès, millorar la xarxa de transports alsaciana (però s'oposen al TGV per l'impacte ambiental), tancament de les centrals nuclears de Fessenheim i Kattenhoffen i la declaració d'Alsàcia com a zona desnuclearitzada. No es consideren pangermanistes i són contraris a Alsace d'Abord